# Hycan V09

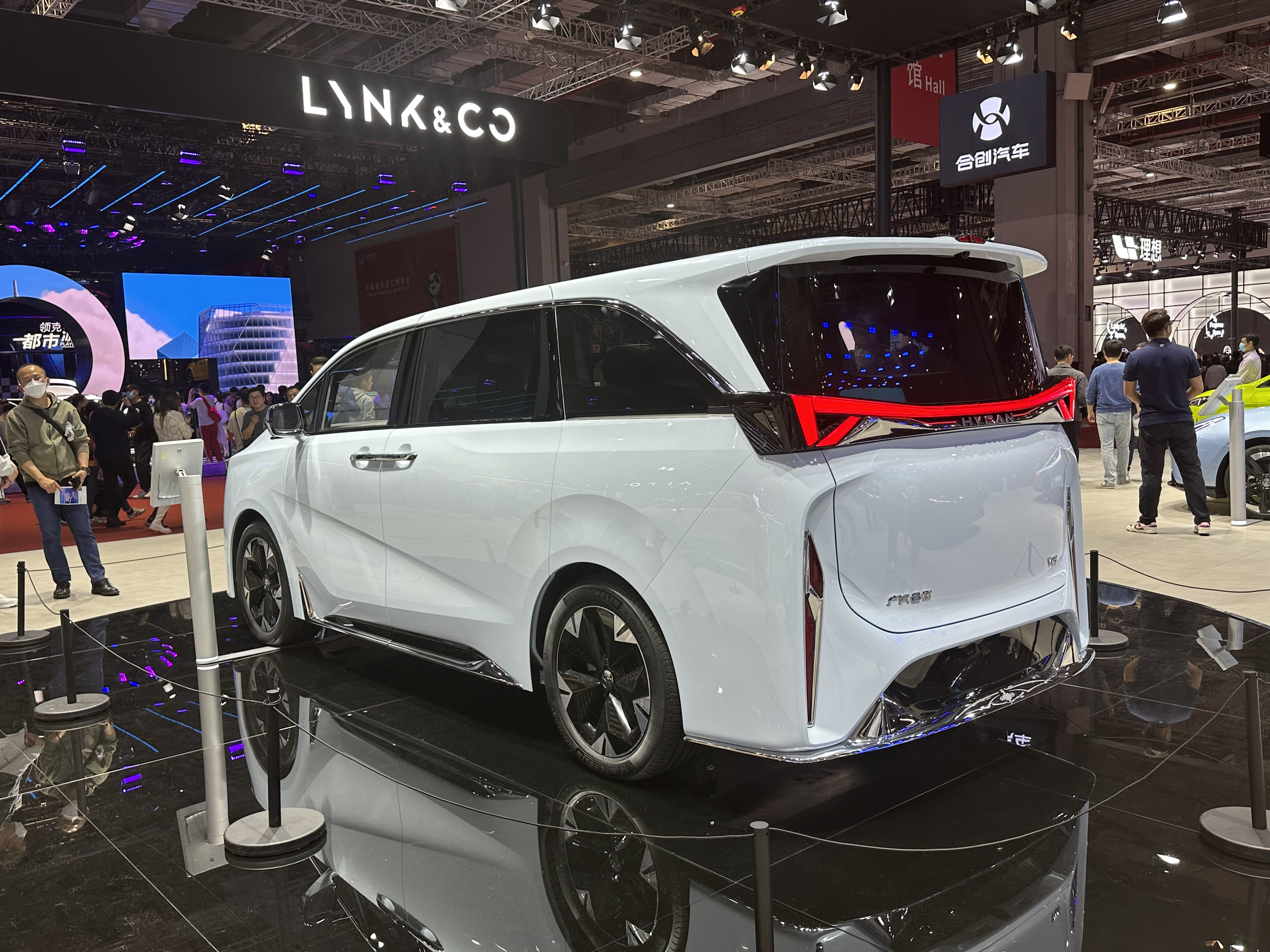
Вид сзади

Hycan V09 — электромобиль-минивэн, выпускающийся с октября 2023 года компанией Hycan.

## Описание
В ноябре 2021 года на автосалоне в Гуанчжоу компания Hycan представила два прототипа: Hycan Concept S и Hycan Concept-M. Официальная презентация Hycan V09 состоялась в конце 2022 года. Автомобиль выпущен на платформе H-GEA из высокопрочной стали.

## Технические характеристики
Hycan V09 оснащён электродвигателем мощностью 158 кВт, который питается от никель-кадмиевого аккумулятора с высокой плотностью энергии. Аккумулятор заряжается за 5 минут, а запас хода составляет 750 км.